# José Antonio Castro
José Antonio Castro González (Mexikóváros, 1980. augusztus 11. – ) mexikói válogatott labdarúgó. 

## Pályafutása

### Klubcsapatban
Mexikóvárosban született. Pályafutását a Halcones de Querétaro csapatában kezdte. 2001 és 2011 között a Club Américában játszott, mellyel 2006-ban megnyerte a CONCACAF-bajnokok kupáját. A 2009–10-es szezonban kölcsönben szerepelt a Tigres UANL együttesében. Később játszott még a Club Necaxa (2011–12), a Tecos FC (2012), a San Luis FC (2012), az Atlante (2013) és az Atlético San Luis (2014) együttesében játszott. 

### A válogatottban
2003 és 2010 között 33 alkalommal szerepelt az mexikói válogatottban és 1 gólt szerzett. Részt vett a 2006-os világbajnokságon, a 2007-es CONCACAF-aranykupán és a 2007-es Copa Américán, illetve tagja volt a 2009-es CONCACAF-aranykupán aranyérmet szerző csapatnak is. 

## Sikerei, díjai
Club América
- Mexikói bajnok (2): 2002 Verano, 2005 Clausura
- Mexikói szuperkupa (1): 2005
- CONCACAF-bajnokok kupája (1): 2006
- CONCACAF-óriások kupája (1): 2001

Mexikó
- CONCACAF-aranykupa győztes (1): 2009
- CONCACAF-aranykupa döntős (1): 2007
- Copa América bronzérmes (1): 2007